# Островський Дмитро Михайлович
Дмитро Михайлович Остро́вський (10 [23] липня 1911, Єлизаветград — 20 липня 1979, Одеса) — український радянський театральний актор.

## Біографія
Народився 10 [23] липня 1911 в місті Єлизаветграді (тепер Кропивницький, Україна). Протягом 1928—1932 років працював у Донецькому пересувному комсомольському театрі; протягом 1932—1939 років — у Харківському робітничо-колгоспному театрі; протягом 1939—1943 років — у Сумському театрі імені М. С. Щепкіна; під час німецько-радянської війни театр перебував у Бугуруслані); протягом 1943—1946 років — у Чернівському театрі імені О. Кобилянської.
Протягом 1946—1979 років — у Одеському театрі музичної комедії. Член ВКП(б) з 1950 року. У 1956—1957 роках навчався у Москві у Державному інституті театрального мистецтва імені А. В. Луначарського. Помер в Одесі 20 липня 1979 року.

## Ролі
- Микола («Наталка Полтавка» Івана Котляревського);
- Тимошка («Сватання на Гончарівці» Григорія Квітки-Основ'яненка);
- Омелько («Мартин Боруля» Івана Карпенка-Карого);
- Котя («Кадри» Івана Микитенка).

## Відзнаки
- Заслужений діяч мистецтв УРСР з 1964 року;
- Нагороджений орденами Трудового Червоного Прапора, «Знак Пошани», медалями.